# آسپارک

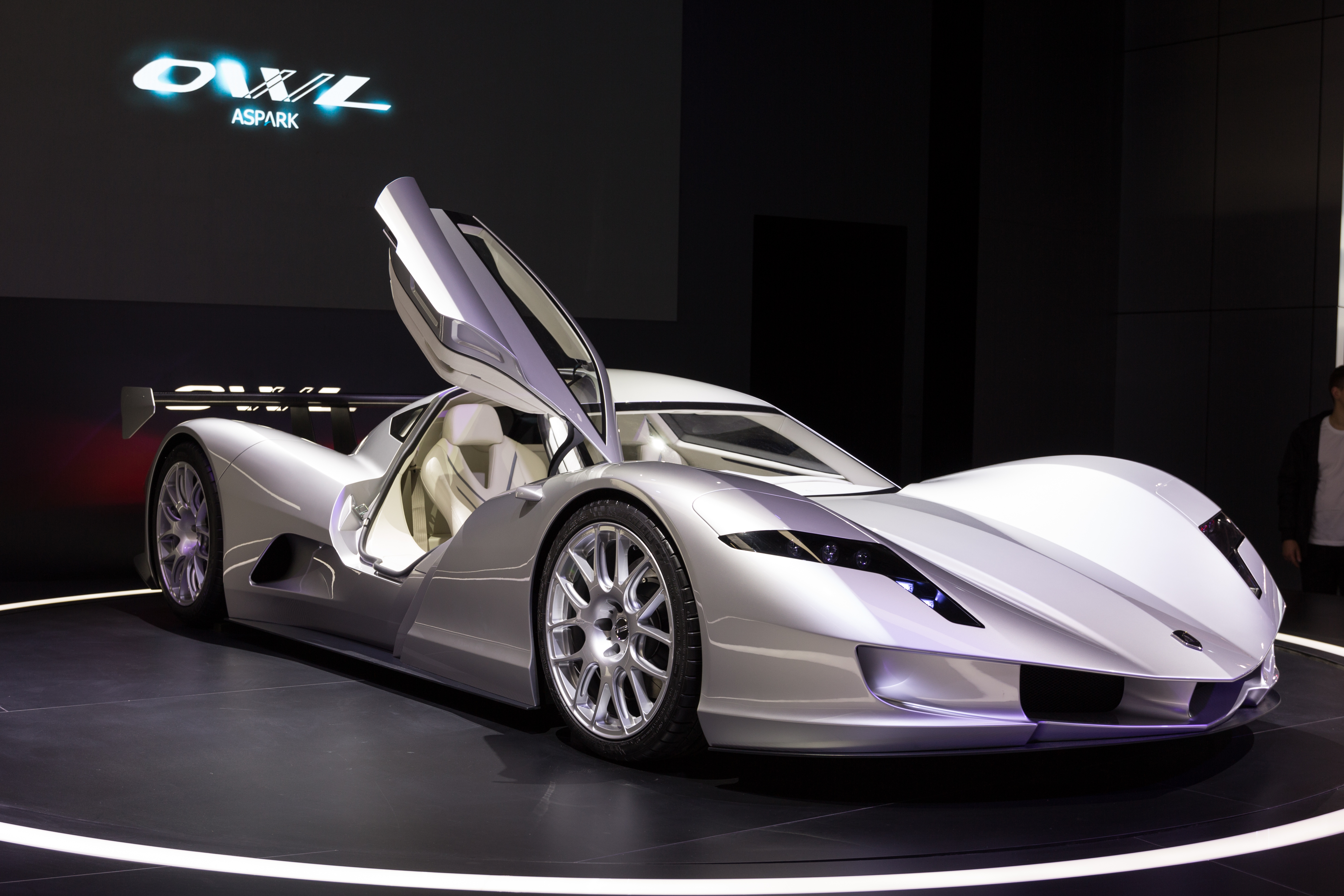
آسپارک اُل IAA 2017

آسپارک (انگلیسی: Aspark) شرکت خودروسازی ژاپنی است، که در سال ۲۰۰۵ تأسیس شد.